# Padânia

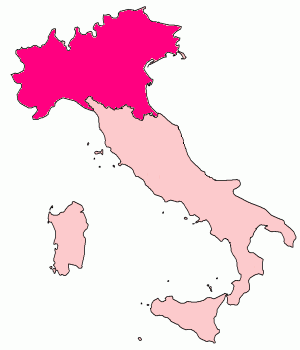
Mapa da Itália que evidencia aproximadamente o território da Padânia segundo Gianni Brera; a Liga Norte também inclui as regiões da Toscana, Úmbria e Marcas

Padânia é uma denominação geográfica que identifica as regiões do norte da Itália (Vale de Aosta, Piemonte, Ligúria, Lombardia, Trentino-Alto Adige, Vêneto, Friuli-Venezia Giulia e Emília-Romanha), e algumas do centro (Marcas, Toscana e Úmbria), segundo a concepção política do partido de direita Liga Norte, fundado por Umberto Bossi nos anos 1990.
O nome deriva do nome em latim para o rio Pó, Padus, cuja bacia banha a região.

Bandeira da Padânia

Em teoria, deveria haver mais autonomia (para isso a Itália deveria se tornar uma república federal). Mais tarde deveria se tornar um Estado independente. Atualmente a Padânia deveria ser uma região com autonomia administrativa, nos moldes das comunidades autônomas da Espanha ou dos estados federais da Alemanha.

## Curiosidades
Em 1996, na ocasião da Declaração de independência da Padânia, os membros da Liga Norte decidiram que o hino da República Independente da Padânia é a aria "Va, pensiero" da ópera Nabucco, de Verdi.